# USS White Plains (CVE-66)
USS White Plains (CVE-66) là một tàu sân bay hộ tống lớp Casablanca được Hải quân Hoa Kỳ chế tạo trong Chiến tranh Thế giới thứ hai; tên nó được đặt theo White Plains, New York, nơi diễn ra Trận White Plains trong cuộc Chiến tranh Cách mạng Hoa Kỳ năm 1776. White Plains đã hoạt động cho đến hết Thế Chiến II, xuất biên chế năm 1946 và bị bán để tháo dỡ năm 1958. Nó được tặng thưởng danh hiệu Đơn vị Tuyên dương Tổng thống cùng năm Ngôi sao Chiến trận do thành tích phục vụ trong Thế Chiến II.

## Thiết kế và chế tạo
Con tàu được đặt lườn như là chiếc Elbour Bay (ACV-66) tại Xưởng tàu Vancouver của hãng Kaiser Company, Inc. ở Vancouver, Washington vào ngày 11 tháng 2 năm 1943. Nó được đổi tên thành White Plains vào ngày 3 tháng 4 năm 1943, rồi được xếp lại ký hiệu lườn thành CVE-66 vào ngày 15 tháng 7 năm 1943 trước khi được hạ thủy vào ngày 27 tháng 9 năm 1943; được đỡ đầu bởi bà Marc A. Mitscher, phu nhân Phó đô đốc Marc A. Mitscher. White Plains được Hải quân sở hữu và nhập biên chế tại Astoria, Oregon vào ngày 15 tháng 11 năm 1943 dưới quyền chỉ huy của Hạm trưởng, Đại tá Hải quân Oscar A. Weller.

## Lịch sử hoạt động

### Trung tâm và Tây Nam Thái Bình Dương
Hoàn tất việc trang bị tại Astoria, Oregon vào ngày 4 tháng 12 năm 1943, White Plains bắt đầu chuyến đi chạy thử máy vào ngày 8 tháng 12, và sau khi hoàn tất nó đi đến San Diego, California vào ngày 21 tháng 12. Đến ngày 30 tháng 12, nó trở ra khơi để hướng đến quần đảo Gilbert, đi đến đảo san hô Tarawa vào ngày 11 tháng 1 năm 1944 để chất dỡ số máy bay nó vận chuyển. Sang ngày 17 tháng 1, con tàu lên đường quay trở lại Oahu, đi đến Trân Châu Cảng sáu ngày sau đó. Sau bốn ngày bảo trì, nó lại lên đường đi đến khu vực Trung tâm Thái Bình Dương, cung cấp máy bay thay thế và hỗ trợ tiếp liệu cho chiến dịch tại quần đảo Marshall. Khi nó đi đến Tarawa vào ngày 3 tháng 2, đảo san hô Majuro không được phòng thủ đã bị chiếm đóng và quân Nhật trú đóng tại đảo san hô Kwajalein đã bị áp đảo. Sang ngày hôm sau, nó lên đường đi Majuro, đến nơi vào ngày 5 tháng 2, rồi từ đây tiếp tục đi đến Kwajalein cho một chặng viếng thăm ngắn trước khi quay trở về quần đảo Hawaii. Nó chỉ ghé qua Oahu trước khi tiếp tục quay về vùng bờ Tây vào ngày 23 tháng 2, về đến Alameda, California trên bờ vịnh San Francisco vào ngày 3 tháng 3.
Đang khi ở ngoài khơi vùng bờ Tây, White Plains tiến hành hoạt động huấn luyện cho thủy thủ đoàn của chính nó và huấn luyện chuẩn nhận phi công tàu sân bay cho ba liên đội. Sang tháng 4, nó đón lên tàu liên đội không lực được phối thuộc, Liên đội Hỗn hợp 4, bao gồm 16 máy bay tiêm kích Grumman F4F Wildcat và 12 máy bay ném bom-ngư lôi Grumman TBF Avenger. Nó rời vùng bờ Tây từ Căn cứ Hải quân San Diego vào ngày 24 tháng 4, đi đến Trân Châu Cảng vào ngày 1 tháng 5, và trong một tháng tiếp theo, nó tiến hành các hoạt động huấn luyện không lực và hỗ trợ đổ bộ ngoài khơi vùng biển quần đảo Hawaii.
Đến cuối tháng 5, White Plains lên đường cùng các đơn vị thuộc lực lượng đặc nhiệm được tập trung cho chiến dịch chiếm đóng quần đảo Mariana. Đội của nó khởi hành từ đảo san hô Eniwetok, và đang khi trên đường hướng đến Mariana, máy bay của nó đã tuần tra chống tàu ngầm và tuần tra chiến đấu trên không. Trong quá trình tấn công lên Saipan, máy bay của nó đã tiếp tục bảo vệ cho hạm đội chống lại các cuộc tấn công bằng máy bay và tàu ngầm đối phương, bắn phá các bãi đổ bộ cũng như trinh sát pháo binh cho các tàu hỗ trợ hỏa lực. Họ cũng giúp chống trả ba đợt không kích lớn từ không lực tàu sân bay đối phương, và trong ngày 17 tháng 6, các pháo thủ phòng không của chiếc tàu sân bay cũng lập được chiến công bắn rơi chiếc máy bay đối phương đầu tiên của chính họ. Sau đó, những chiếc Avenger của Liên đội Hỗn hợp 4 đã phóng ngư lôi đánh chìm một tàu vận tải đối phương khi họ càn quét đảo Rota.
White Plains rời khu vực chiến sự vào ngày 2 tháng 7, và sau khi ở lại Eniwetok một tuần lễ, nó quay trở lại khu vực Mariana với liên đội máy bay được nâng cấp lên tổng cộng 28 máy bay. Trong lượt phục vụ thứ hai tại khu vực Mariana, chiếc tàu sân bay hỗ trợ cuộc tấn công lên Tinian vào cuối tháng 7, thực hiện các phi vụ hỗ trợ binh lính trên bờ cũng như để bảo vệ tàu bè vận chuyển.
Sau khi hoàn tất nhiệm vụ vào đầu tháng 8, White Plains rời khu vực quần đảo Mariana để đi Espiritu Santo thuộc quần đảo New Hebrides. Nó đi đến eo biển Segond vào ngày 16 tháng 8, và bắt đầu chuẩn bị cho cuộc tấn công lên quần đảo Palau, bao gồm các đợt huấn luyện hỗ trợ đổ bộ tại quần đảo Solomon. Nó cùng mười tàu sân bay khác đi đến khu vực phụ cận Palau vào tuần thứ hai của tháng 9, nơi máy bay của họ bắn phá chuẩn bị trước đổ bộ và hỗ trợ cho binh lính sau cuộc đổ bộ vào ngày 15 tháng 9. Trái ngược với tình hình trong chiến dịch Mariana, lực lượng đổ bộ trên bờ gặp rất nhiều khó khăn trong khi tàu bè không gặp sự kháng cự nào đáng kể tại vùng biển này. Những cuộc không kích phản công đã không xảy ra do phía Nhật Bản tập trung máy bay cho việc phòng thủ Philippines; cũng như do sáng kiến chiến lược mới của Nhật phòng thủ có chiều sâu cách xa các bãi đổ bộ, nên có ít các khẩu đội pháo được bố trí sát bờ biển nhắm vào các con tàu. Vào ngày 21 tháng 9, chiếc tàu sân bay hộ tống gia nhập lực lượng được tách ra khỏi cuộc tấn công lên Palau để chiếm đóng Ulithi mà không gặp sự kháng cự.

### Trận chiến vịnh Leyte

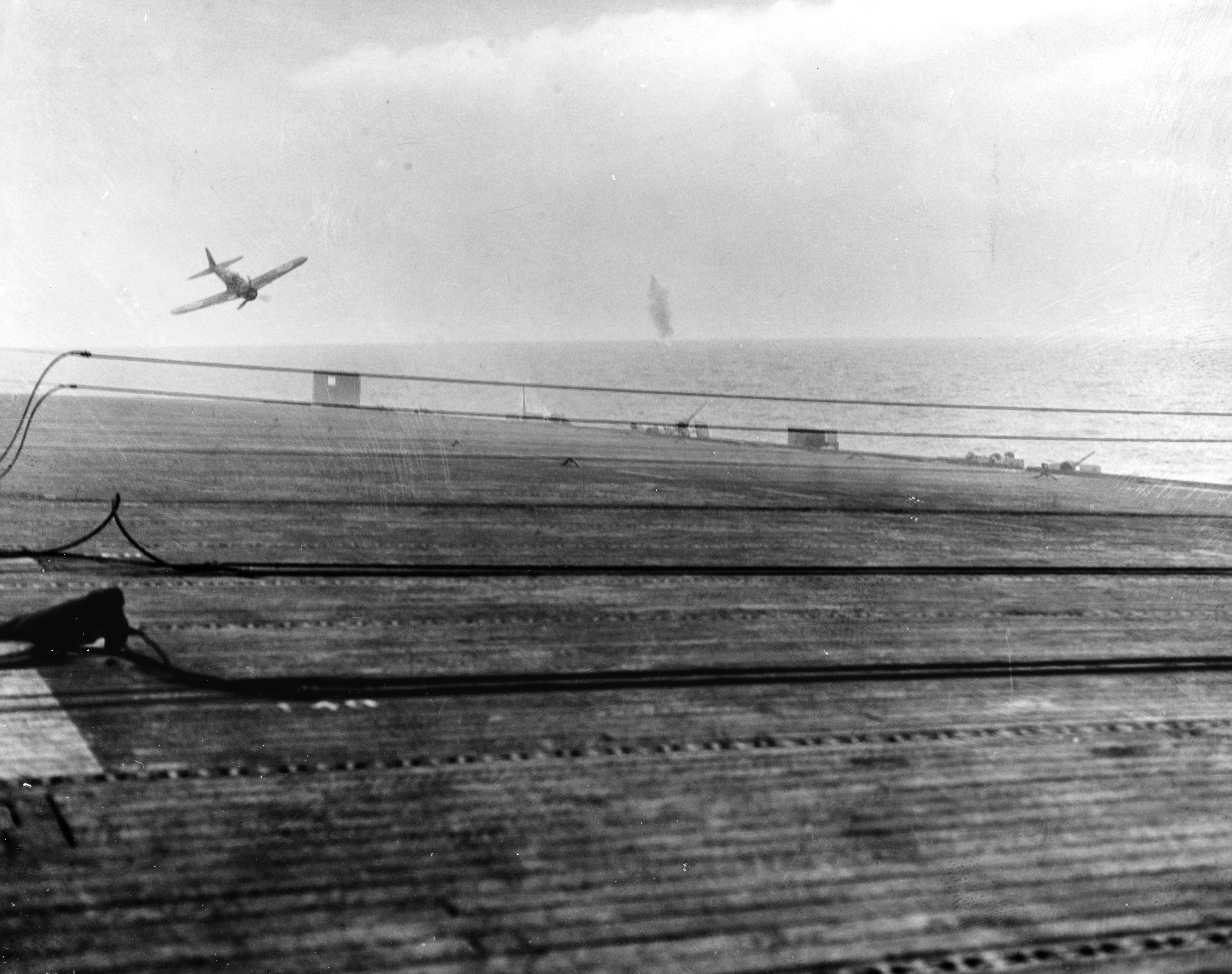
White Plains bị máy bay cảm tử tấn công, 25 tháng 10 năm 1944; chiếc máy bay trong hình trượt khỏi con tàu và đâm xuống nước.

Sang tháng 10, sau khi được sửa chữa tại căn cứ trên đảo Manus thuộc quần đảo Admiralty, White Plains lên đường cho chiến dịch đổ bộ lên quần đảo Phlippines tại Leyte. Cuộc đổ bộ ban đầu diễn ra vào ngày 20 tháng 10, và máy bay của nó đã hỗ trợ lực lượng trên bờ, thực hiện các phi vụ tuần tra chống tàu ngầm và tuần tra chiến đấu trên không bảo vệ cho tàu bè tập trung trong vịnh Leyte.
Do tầm quan trọng chiến lược của Philippines vốn án ngữ tuyến đường thông thương giữa Đông Ấn và các đảo chính quốc, Nhật Bản quyết định phản công cuộc đổ bộ bằng hạm đội tàu nổi của họ, qua ba mũi tấn công. Trong khi lực lượng tàu sân bay đóng vai trò mồi nhữ dưới quyền Phó đô đốc Jisaburō Ozawa từ Nhật Bản tiến xuống phía Nam để tìm cách lôi kéo Đệ Tam hạm đội của Đô đốc William Halsey, lực lượng dưới quyền các Phó đô đốc Shōji Nishimura và Kiyohide Shima sẽ tìm cách vượt qua eo biển Surigao từ phía Nam, còn Lực lượng Trung tâm dưới quyền Phó đô đốc Takeo Kurita sẽ băng qua Trung bộ Philippines rồi vượt qua eo biển San Bernardino, hy vọng không bị phía Hoa Kỳ canh gác. Lực lượng Trung tâm là lực lượng tàu nổi mạnh nhất, với năm thiết giáp hạm, bao gồm hai thiết giáp hạm khổng lồ Yamato và Musashi, mười một tàu tuần dương hạng nặng, hai tàu tuần dương hạng nhẹ, và 19 tàu khu trục.
Vào lúc Lực lượng Trung tâm vượt qua được eo biển San Bernardino vào ngày 25 tháng 10, lực lượng của đô đốc Kurita đã bị thiếu hụt bốn tàu tuần dương hạng nặng và một thiết giáp hạm. Ba tàu tuần dương đã làm mồi cho các cuộc tấn công bằng tàu ngầm trong eo biển Palawan vào ngày 23 tháng 10, còn Musashi và tàu tuần dương Myōkō là mục tiêu của máy bay cất cánh từ tàu sân bay của Lực lượng Đặc nhiệm 38 trong biển Sibuyan vào ngày hôm sau; Musashi bị đánh đắm tại chỗ, còn Myōkō bị hư hại nặng và phải rút lui về vịnh Brunei. Ngoài ra, trong đêm 24-25 tháng 10 tại cánh phía Nam, những thiết giáp hạm cũ thuộc Đội đặc nhiệm 77.2 của Phó đô đốc Jesse B. Oldendorf đã đánh bại lực lượng của đô đốc Nishimura và buộc lực lượng của đô đốc Shima phải rút lui.
Vào lúc đô đốc Halsey nhận được tin tức về việc Lực lượng Trung tâm của đô đốc Kurita bắt đầu rút lui cũng là lúc Lực lượng phía Bắc làm nhiệm vụ mồi nhữ của đô đốc Ozawa cuối cùng cũng lôi kéo được các tàu sân bay hạm đội Hoa Kỳ đi lên phía Bắc. Tuy nhiên, việc rút lui của Kurita chỉ là tạm thời, vì ông lại đổi hướng một lần nữa để hướng đến eo biển San Bernardino. Khi Oldendolf đang sắp xếp lại lực lượng và tiếp thêm đạn dược ở phía Nam vịnh Leyte còn lực lượng của Halsey truy đuổi các tàu sân bay lên phía Bắc, chỉ còn lại ba đơn vị đặc nhiệm bao gồm các tàu sân bay hộ tống, tàu khu trục và tàu khu trục hộ tống ở lại ngoài khơi đảo Samar ngăn chặn giữa lực lượng Kurita và vịnh Leyte. White Plains được phối thuộc cùng Đơn vị Đặc nhiệm 77.4.3 ("Taffy 3"), đơn vị được bố trí xa nhất về phía Bắc và là đơn vị hứng chịu trực tiếp đòn tấn công của Kurita. Tư lệnh của "Taffy 3", Chuẩn đô đô đốc Clifton Sprague, biết được sự hiện diện của Lực lượng Trung tâm Nhật Bản lúc 06 giờ 37 phút, khi một phi công đang tuần tra chiến đấu trên không báo cáo phát hiện đối phương và tấn công bằng mìn sâu. Ông hoài nghi về sự hiện diện của một lực lượng đối phương và ra lệnh nhận dạng xác thực. Việc xác thực rất nhanh chóng khi những cột ăn-ten kiểu tháp chùa của các thiết giáp hạm đối phương hiện ra trên đường chân trời.
Yamato khai hỏa lúc 06 giờ 59 phút ở cự ly khoảng 34.500 yd (31,5 km), nhắm vào White Plains trong bốn loạt đạn pháo đầu tiên; loạt đạn pháo thứ ba vây quanh cạnh chiếc tàu sân bay lúc 07 giờ 04 phút, một quả đạn pháo trong loạt này nổ bên dưới lườn tàu bên mạn trái, cạnh phòng động cơ phía sau bên mạn phải. Cho dù không trúng trực tiếp, hiệu ứng giống như nổ mìn đã gây hư hại cho cấu trúc lườn tàu, hỏng động cơ bên mạn phải và ngắt toàn bộ mạch điện của con tàu. Các hoạt động kiểm soát hư hỏng đã khôi phục điện và thông tin liên lạc trong vòng ba phút, và chiếc tàu sân bay duy trì được vị trí trong đội hình bằng cách tăng tốc động cơ bên mạn trái để bù trừ. Khói đen bốc lên do bất ngờ mất áp lực khí nạp vào nồi hơi đã khiến cả Yamato lẫn thiết giáp hạm Nagato đang nổ súng nhắm vào White Plains tin rằng họ đã bắn trúng trực tiếp con tàu, nên chuyển sang nhắm vào mục tiêu khác.
Trong hai giờ rưỡi tiếp theo, lực lượng Nhật Bản đuổi theo về phía Nam và Tây Nam, dội hỏa lực hải pháo hạng nặng xuống các tàu sân bay hộ tống và lực lượng bảo vệ đang phản kích chống trả. Máy bay của các tàu sân bay cũng cất cánh và tấn công bằng mọi thứ vũ khí mà chúng sẵn có, kể cả bom mảnh thông thường và mìn sâu, và những cuộc tấn công giả không vũ khí nhằm làm chậm bước những kẻ tấn công. Trong cuộc phản công, Johnston (DD-557), Hoel (DD-533) và Samuel B. Roberts (DE-413) bị đánh chìm, và tàu sân bay Gambier Bay (CVE-73) cũng bị đánh chìm sau đó do hải pháo; Fanshaw Bay (CVE-70), Kalinin Bay (CVE-68), Dennis (DE-405) và Heermann (DD-532) bị hư hại nặng. Khẩu đội pháo 5-inch duy nhất của White Plains tự nhận đã bắn trúng sáu phát vào tàu tuần dương hạng nặng Chōkai, làm kích nổ dàn ống phóng ngư lôi "Long Lance" kiểu 93 trên sàn tàu, khiến tàu đối phương hư hại và trở nên mong manh trước các cuộc không kích tiếp theo. Chōkai sau đó bị máy bay từ tàu sân bay Ommaney Bay (CVE-79) thuộc đơn vị "Taffy 2" đánh chìm. Tuy nhiên, báo cáo tác chiến của tàu tuần dương Haguro cho biết Chōkai bị hư hại đến bất động là do trúng bom lúc 08 giờ 51 phút; nên chiến công do White Plains tự nhận không thể xác minh.
Lực lượng tàu nổi Nhật Bản chấm dứt cuộc săn đuổi từ 09 giờ 12 phút đến 09 giờ 17 phút, và sau khi lẫn quẫn mất thời gian do xáo trộn đội hình, chúng rút lui lên phía Bắc về hướng eo biển San Bernardino; tuy nhiên, việc lực lượng của Kurita rút lui chưa phải là kết thúc những thử thách cho White Plains và đồng đội. Sau 90 phút nghỉ ngơi lực lượng lại bị tấn công theo một cách khác; một đội hình chín máy bay tiêm kích Mitsubishi A6M Zero Nhật Bản xuất hiện lúc 10 giờ 50 phút, và đồng loạt tấn công tự sát theo kiểu Kamikaze. Hai chiếc đã nhắm vào White Plains, bị hỏa lực phòng không của con tàu đáp trả dày đặc; một chiếc bị bắn trúng đã lập tức chuyển hướng và đâm trúng tàu sân bay St. Lo (CVE-63), khiến cuối cùng nó bị đắm. Chiếc kia tiếp tục đâm vào White Plains, cuối cùng bị hỏa lực phòng không bắn rơi sát đuôi tàu. Vụ nổ đã tung một cơn mưa mảnh đạn lên khắp sàn tàu và lườn tàu, nhưng chỉ gây cho 11 người bị thương nhẹ. Trong khi đó Kitkun Bay (CVE-71) và Kalinin Bay cũng bị máy bay Kamikaze đánh trúng, nhưng không đủ để tiêu diệt những con tàu.
Cuộc tấn công trở thành hoạt động tác chiến sau cùng của White Plains, không chỉ riêng trong trận Hải chiến vịnh Leyte, nhưng còn cho cả cuộc chiến tranh. Nó đi đến căn cứ tại Manus cùng những tàu sân bay sống sót, đến nơi vào ngày 31 tháng 10, và sau khi được khảo sát những hư hại trong chiến đấu, người ta cho rằng tốt hơn nên con tàu gửi trở về Hoa Kỳ để sửa chữa toàn diện. Nó rời Manus vào ngày 6 tháng 11 để hướng sang vùng bờ Tây, đi đến cảng San Diego vào ngày 27 tháng 11, và bắt đầu được sửa chữa.

### Những hoạt động sau cùng
Khi sẵn sàng hoạt động trở lại, White Plains rời San Diego vào ngày 19 tháng 1 năm 1945. Tuy nhiên những lo ngại về ảnh hưởng cấu trúc lườn tàu và động cơ chịu đựng ngoài khơi Samar đã khiến con tàu được giữ lại không gửi ra tuyến đầu, mà đảm trách việc vận chuyển máy bay thay thế từ nhà máy sản xuất tại Hoa Kỳ đến các căn cứ tại Tây Thái Bình Dương trong suốt thời gian còn lại của chiến tranh. Nó đã đi đến các cảng tại Kwajalein, Hollandia (nay là Jayapura), Ulithi, Saipan, Guam và Leyte trong những tháng cuối cùng của cuộc xung đột, nơi từng diễn ra những cuộc tranh chấp căng thẳng, nhưng đã trở thành những hậu cứ cho các chiến dịch sau cùng. Nơi con tàu tiếp cận xung đột gần nhất là trong phạm vi cách Okinawa 100 mi (160 km) vào tháng 4 năm 1945, khi nó phóng lên hai phi đội máy bay tiêm kích F4U Corsair của Thủy quân Lục chiến, để bay đến các căn cứ mới trên đảo này.
Việc Nhật Bản đầu hàng kết thúc cuộc xung đột diễn ra vào giữa tháng 8, khi White Plains đang trên đường từ Trân Châu Cảng quay trở về vùng bờ Tây Hoa Kỳ. Nó về đến San Pedro, California vào ngày 22 tháng 8, nhưng nhanh chóng chuyển đến San Diego, rồi lại lên đường đi sang khu vực Tây Thái Bình Dương vào ngày 6 tháng 9, tham gia Chiến dịch Magic Carpet giúp hồi hương những cựu chiến binh từ Mặt trận Thái Bình Dương trở về Hoa Kỳ. Nó đi đến vịnh Buckner, Okinawa vào ngày 26 tháng 9, nơi nó đón lên tàu hơn 800 hành khách cho hành trình trở về Hoa Kỳ. Con tàu khởi hành vào ngày 28 tháng 9, đi ngang Trân Châu Cảng để hướng đến San Diego, đến nơi vào ngày 16 tháng 10 để tiễn hành khách rời tàu.
Sau chín ngày trong cảng, White Plains lại lên đường đi sang Trân Châu Cảng, chỉ ghé qua một lúc ngắn vào ngày 1 tháng 11 trước khi quay lại vùng bờ Tây. Con tàu viếng thăm San Francisco trong năm ngày, từ ngày 7 đến ngày 12 tháng 11, rồi lại vượt Thái Bình Dương một lần nữa, đi đến Guam, Mariana vào ngày 27 tháng 11 để tiếp đón hành khách, khởi hành ngày 30 tháng 11 cho chặng quay trở về. Nó về đến Seattle, Washington vào ngày 14 tháng 12, rồi ở lại đây cho đến ngày 30 tháng 1 năm 1946, khi nó lên đường đi sang vùng bờ Đông, đi ngang qua kênh đào Panama và Norfolk, Virginia để đến Boston, Massachusetts. Nó đi vào cảng Boston vào ngày 17 tháng 2, được chuẩn bị để cho ngừng hoạt động.
White Plains được cho xuất biên chế vào ngày 10 tháng 7 năm 1946 và neo đậu cùng Đội Boston, Hạm đội Dự bị Đại Tây Dương. Đang khi vẫn trong thành phần dự bị, nó được xếp lại lớp như một tàu sân bay đa dụng, với ký hiệu lườn CVU-66 vào ngày 12 tháng 6 năm 1955. Tên nó được cho rút khỏi danh sách Đăng bạ Hải quân vào ngày 1 tháng 7 năm 1958; và con tàu được bán cho hãng Hyman Michaels Company tại Chicago, Illinois vào ngày 29 tháng 7 năm 1958 để tháo dỡ.

## Phần thưởng
White Plains được tặng thưởng danh hiệu Đơn vị Tuyên dương Tổng thống cùng năm Ngôi sao Chiến trận do thành tích phục vụ trong Thế Chiến II.